# BROEM
Breed Overleg Ouderen en Mobiliteit (BROEM) is een landelijk initiatief van ANWB, Bovag-rijscholen en Veilig Verkeer Nederland (VVN) om de ouderen een beter inzicht te geven in het verkeer.
Bij het project krijgen de ouderen een theorie- en een praktijkexamen, zonder dat dit examen de rijbevoegdheid beïnvloedt. Het doel is om ouderen zo lang mogelijk op een verantwoordelijke wijze aan het verkeer deel te laten nemen.
Het project richt zich voornamelijk op mensen van boven de 50 jaar. Het verkeer wordt gehaaster en drukker. Bovendien zijn de verkeersregels in de loop der jaren vaak aanzienlijk gewijzigd. 
Daarnaast gaat bij deze specifieke doelgroep vaak het gezichtsvermogen achteruit, maar ook het gehoor en het reactievermogen. Door deel te nemen aan het project worden de deelnemers zich vaak bewust van dit gebeuren.
De projecten (vaak "BROEM-dagen" genoemd) worden per gemeente georganiseerd, meestal door de lokale afdeling van VVN of door een ouderenorganisatie als de ANBO of KBO. De gemeente subsidieert de projecten, waardoor de bijdrage van de deelnemers beperkt kan blijven.